# Valjevska Kamenica
Valjevska Kamenica je vesnice v opštině Valjevo na západě Srbska.